# 捕手起跳時間
捕手起跳時間（英語：Pop time），簡稱POP時間，是棒球的一項賽伯計量學數據，該數據計算捕手接到球的那瞬間開始，並傳球到二壘方向被野手接住的時間。這項數據不僅要計算捕手蹲下起跳的時間，還要考慮捕手的傳球臂力和投球前動作時間。
究竟該數據能否有效地評估捕手的防守能力仍充滿爭論，主要是有些人認為這項數據計算速度的比重比準度還要多，而且該數據不能評估出捕手是否傳球傳歪。
大聯盟的平均POP時間為2.01秒，若秒數低於2秒，則代表投手投球的時間必須低於1.3秒。2017年，皇家隊捕手薩爾瓦多·培瑞茲曾達成1.74秒的POP時間，這個秒數也被認為是捕手POP時間的極限。
2017年，教士隊球員奧斯汀·海吉斯成為POP時間最短的捕手，他的平均秒數僅1.86秒。2018年，馬林魚隊捕手J·T·瑞爾穆托（Jacob Tyler Realmuto）以平均1.90秒的POP時間稱霸全聯盟。
小熊隊播報員喬恩·尚比（英語：Jon Sciambi）認為如果是以球進手套出現的聲響作為基準點，則數據會更為精準。